# Die schlechten Kameraden
Die schlechten Kameraden ist ein Märchen (ATU 952). Es steht in Johann Wilhelm Wolfs Deutsche Hausmärchen an Stelle 7.

## Inhalt
Schuster und Schneider wandern zusammen, finden keine Arbeit und werden Soldaten. Der Schneider prahlt, steigt auf und drangsaliert den Schuster, bis er wegläuft. Im Wald verirrt, begegnet er einem Jäger. Sie wollen bei einer Frau in einem Haus übernachten und hören, dass um zwölf Uhr nachts und mittags je zwölf Räuber kommen, die da wohnen. Der Schuster lässt sich sagen, wie sie sich erkennen, sie legen das Besteck verkehrt herum. Nach dem Essen gibt er vor, als Kunststück heißes Öl auszutrinken, schüttet es ihnen ins Gesicht und erschlägt sie. Das wiederholt er mittags beim zweiten Teil der Bande. Der Jäger verkriecht sich jeweils vor Angst und verschwindet unterwegs. Als der Schuster zum Palast kommt, um nach Arbeit zu fragen, empfängt man ihn mit Ehren. Der Jäger war der König gewesen, den die Räuber gejagt hatten. Der Schuster wird Oberst und zahlt es dem Schneider heim.

## Herkunft
Der Titel Die schlechten Kameraden ist bei Wolf nicht mit einem Sternchen (*) versehen, was laut seiner Vorrede anzeigt, dass er selbst den Text ausarbeitete. Der Anfang passt zu Soldaten, von denen Wolf seine Märchen hörte. Der Rest entspricht dem Erzähltyp von König und Soldat (ATU 952), vgl. Grimms Der Stiefel von Büffelleder.